# Octobre 2012

## Faits marquants
- 1er octobre : 
  - le mouvement d’opposition Rêve géorgien arrive en tête des élections législatives en Géorgie.
  - une collision entre un ferry et un navire de passagers au large des îles de Hong Kong et de Lamma fait 39 morts et cent blessés[1],[2].
  - Création de Office fédéral des équipements, des technologies de l'information et du soutien en service de la Bundeswehr.

- 7 octobre : 
  - élection présidentielle au Venezuela, le président sortant Hugo Chávez est réélu avec environ 55 % des voix.
  - Hildegarde de Bingen et Jean d'Avila ont été proclamés 34e et 35e Docteurs de l'Église par le pape Benoît XVI.
  - l'ouverture des chaînes de télévision D8 (remplaçant Direct 8) et D17 (remplaçant Direct Star) toutes deux appartenant au groupe Canal+.

- 8 octobre : 
  - le prix Nobel de physiologie ou médecine est décerné à John Gurdon et à Shinya Yamanaka.

- 9 octobre : 
  - le prix Nobel de physique est décerné à Serge Haroche et à David Wineland.
  - Malala Yousafzai, militante des droits de l'homme pakistanaise  âgée de 14 ans est victime d'une tentative d'assassinat de la part des talibans du Tehrik-e-Taliban Pakistan à la sortie de son école[3].

- 10 octobre : le prix Nobel de chimie est décerné aux Américains Robert Lefkowitz et Brian Kobilka.

- 11 octobre : le prix Nobel de littérature est décerné au Chinois Mo Yan[4].
- 12 octobre : le prix Nobel de la paix est décerné à l’Union européenne[5].
- 14 octobre : 
  - élections communales et provinciales en Belgique. Ces élections se traduisent en Flandre par une percée du parti nationaliste, la N-VA.
  - référendum et premier tour des élections législatives en Lituanie ;
  - élections législatives anticipées au Monténégro ;
  - l'Autrichien Félix Baumgartner a battu le record du monde de saut en chute libre en sautant à  plus de 39 000 mètres dans le ciel du Nouveau-Mexique. Sa descente a duré environ 7 minutes. Il a atteint une vitesse de chute de Mach 1,24, battant plusieurs records mondiaux[6].

- 15 octobre : 
  - le prix Nobel d’économie est décerné aux Américains Alvin Roth et Lloyd Shapley pour leurs travaux sur la méthodologie spécifique et la mise en pratique d'une mise en concordance de l’offre et la demande sur un marché où règne la concurrence, sans la composante des prix, en prenant pour exemple le don d’organes, le mariage ou l’accès à l’éducation[7].
  - les Premiers ministres britannique et écossais, David Cameron et Alex Salmond, signent « l’accord d’Édimbourg », qui prévoit l’organisation en 2014 d’un référendum sur l’indépendance de l’Écosse.
- 16 octobre : 
  - la romancière anglaise Hilary Mantel remporte pour la seconde fois le Man Booker Fiction prize pour son roman Bring Up The Bodies[8].
  - l'avocat Antoine Sollacaro, défenseur d'Yvan Colonna, dans l'affaire de l'Assassinat du préfet Érignac, a été tué par balles à Ajaccio (Corse)[9].
  - important vol d'œuvres d'art au Kunsthal de Rotterdam aux Pays-Bas : des œuvres de Pablo Picasso, Henri Matisse, Claude Monet, Paul Gauguin, Jacob Meijer de Haan et de Lucian Freud ont été dérobées[10].
  - annonce de la découverte d’Alpha Centauri Bb, une planète de la taille de la Terre gravitant autour d’une des étoiles d’Alpha Centauri, le système stellaire le plus proche du système solaire[11],[12].
- 17 octobre : le président français François Hollande reconnaît la « sanglante répression »  de la manifestation d’Algériens du 17 octobre 1961.
- 18 octobre : le magazine d'actualité hebdomadaire américain Newsweek annonce qu'il va cesser ses publications imprimées au 31 décembre 2012. Il continuera ses publications uniquement sur internet[13].
- 18 octobre : l'Assemblée générale des Nations unies a élu cinq membres non-permanents du Conseil de sécurité des Nations unies pour un mandat de deux ans débutant en 2013 : le Rwanda, l'Argentine, l'Australie, le Luxembourg (pays) et la Corée du Sud[14].
- 19 octobre : à Beyrouth (Liban), un attentat à la voiture piégée fait 8 morts dont le chef du renseignement libanais Wissam al-Hassan et plus de 80 blessés. Le chef de l'opposition libanaise Saad Hariri accuse le président syrien Bachar el-Assad d'être le commanditaire de cet attentat[15].
- 20 octobre : élection de Vera Baboun au conseil municipal de Bethléem. Elle devient la première femme à occuper le poste de maire de la ville[16],[17].
- 21 octobre : sept personnes ont été canonisées par le pape Benoît XVI : Kateri Tekakwitha (amérindienne surnommée le Lys de la Mohawk), Marianne Cope (Mother Marianne of Molokaï), Pierre Calungsod (Philippines), Jacques Berthieu (Madagascar), Anna Schäffer (Bavière), le père Giovanni Battista  Piamarta (Italie) et sœur Maria del Carmen (Espagne)[18],[19].

- 22 octobre : sept scientifiques sont condamnés à six ans de prison pour homicide par imprudence trois ans après de tremblement de terre de L'Aquila dans la région des Abruzzes en Italie.  pour avoir sous-estimé les signes précurseurs avant le tremblement de terre ayant provoqué la mort de 300 personnes en 2009 et d'avoir minimisé le risque encouru par la population[20].

- 24 octobre : 
  - en Belgique, lors d'un conseil d'entreprise extraordinaire, la direction de l'entreprise automobile Ford Europe fait savoir que l'usine d'assemblage Ford Genk fermera fin 2013 ou début 2014. La production des Ford Mondeo, Ford S-Max et Ford Galaxy sera transférée en Espagne. Les 4 300 travailleurs de l'entreprise perdront leur travail. La sécurité d'emploi de 5 500 travailleurs des fournisseurs et soustraitants est menacée[21].
  - la Cour d'appel de Paris condamne l'ancien-trader Jérôme Kerviel à 5 ans de prison dont ans trois fermes et à 4,9 milliards d’euros de dommages et intérêts. Jérôme Kerviel est jugé responsable d’une perte record en 2008 à la Société générale[22].

- 26 octobre : 
  - dans l'affaire Mediaset en Italie; l'ancien chef du gouvernement Silvio Berlusconi est condamné en première instance à quatre ans de prison ferme pour fraude fiscale, ramenés à un an au bénéfice d'une amnistie. En outre il lui est interdit pendant cinq ans d'exercer un mandat public[23].
  - le Parlement européen a désigné deux dissidents iraniens comme lauréats du prix Sakharov : le cinéaste Jafar Panahi et l'avocate Nasrin Sotoudeh, tous deux condamnés dans leur pays. La cérémonie de remise du prix est prévue le 12 décembre 2012 à Strasbourg[24],[25].
  - le film Skyfall, 23e James Bond représente la deuxième meilleure sortie de film au Royaume-Uni, après Harry Potter[26].
  - sortie mondiale du système d'exploitation Windows 8 de Microsoft.

- 27 octobre : 
  - cinquante et un Haïtiens sont morts lors du passage de l'ouragan Sandy, surnommé Frankenstorm, portant le nombre de morts causées par cet ouragan dans les Antilles à 66[27].
  - tremblement de terre de magnitude 7,7 sur l'échelle de Richter sur la côte ouest du Canada. Une alerte au tsunami est lancée à Hawaï (États-Unis). Toutefois cette alerte a été levée six heures plus tard[28].
  - élections présidentielles aux États-Unis - la Floride a commencé à voter[29].

- 28 octobre : 
  - élections législatives en Ukraine. Le Parti des régions arrive en tête des élections[30],[31].
  - élections législatives en Lituanie. Le Parti social-démocrate, dans l’opposition, arrive en tête des élections[32].

- 30 octobre : 
  - élections législatives au Vanuatu[33].
  - l'ouragan Sandy touche New York dans la nuit et la plonge dans le noir. Le président américain Barack Obama décrète l'état de catastrophe majeure à New York et au New Jersey après le passage de l'ouragan Sandy, libérant ainsi l'intervention des fonds fédéraux pour les sinistrés[34].
  - George Lucas cède Lucasfilm (La guerre des étoiles, Indiana Jones...) à Walt Disney pour la somme de 4,05 milliards de dollars. La sortie d'un nouveau film de la série Star Wars est prévue en 2015[35].